# Allard K. Lowenstein

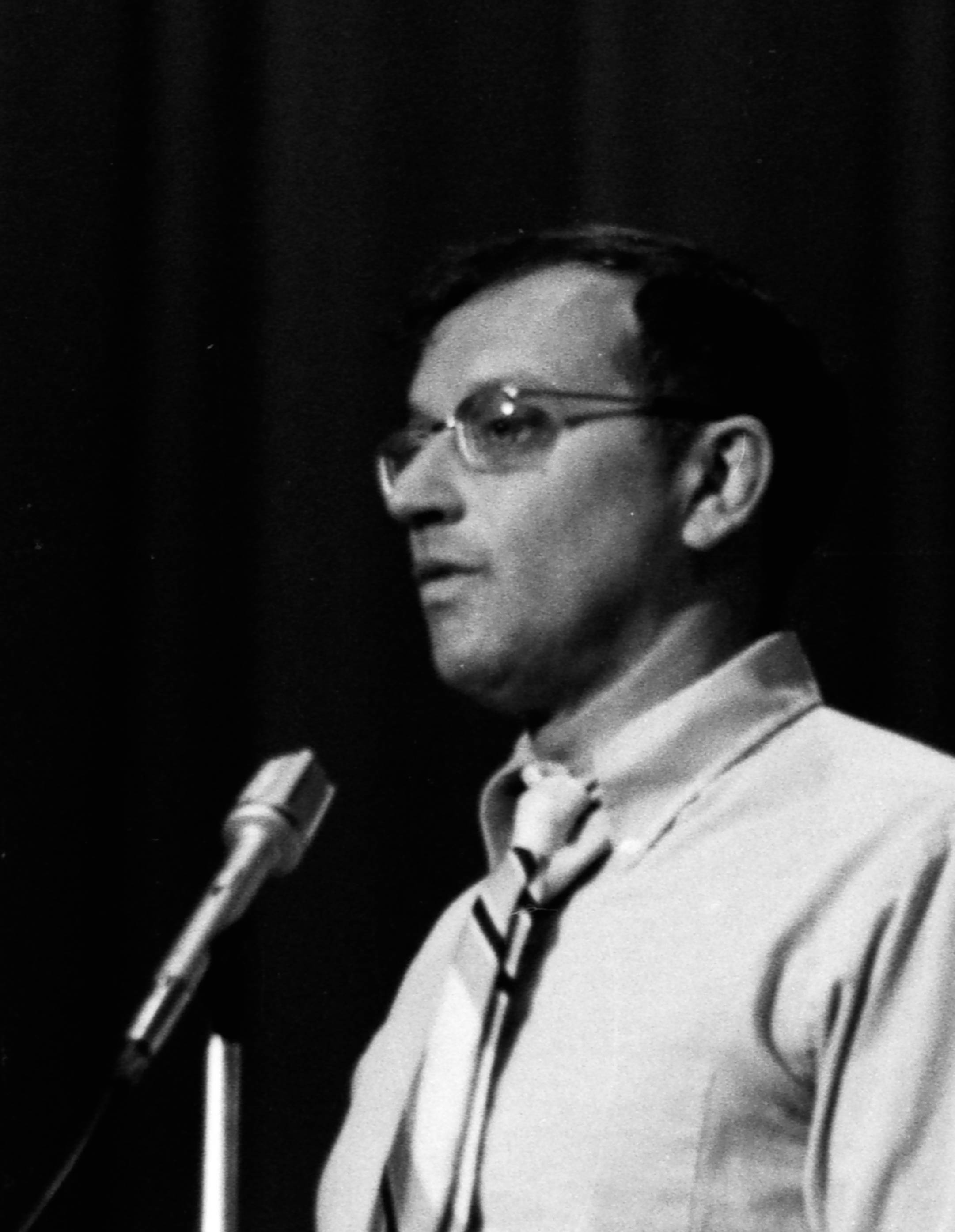
Allard Kenneth Lowenstein

Allard Kenneth Lowenstein (* 16. Januar 1929 in Newark, New Jersey; † 14. März 1980 in New York City) war ein US-amerikanischer Politiker der Demokratischen Partei und Rechtswissenschaftler. Er war ein herausragendes Mitglied der Bürgerrechtsbewegung in den 1960er und 1970er Jahren, der viele junge Leute in den USA für ein Engagement auf diesem Gebiet und für Menschenrechte weltweit (Opposition gegen den Vietnamkrieg, Anti-Apartheids-Bewegung u. a.) mobilisierte und der Demokratischen Partei zuführte.

## Leben
Lowenstein besuchte die Horace Mann School in New York City und studierte Rechtswissenschaften an der University of North Carolina und an der Yale University. Als Student war er Präsident der National Students Association und schon 1949 Assistent des Senators (und Universitätspräsidenten der University of North Carolina) Frank Porter Graham. Nach seinem Abschluss an der Yale Law School 1954 diente er zwei Jahre in der US Army. Danach erhielt er eine Anstellung als Hochschullehrer für Rechtswissenschaften an der Stanford University, danach an der North Carolina State University und dann am City College of New York. 1957 arbeitete er mit Eleanor Roosevelt bei der American Association for the United Nations und wurde 1959 außenpolitischer Sekretär des demokratischen Senators Hubert H. Humphrey. 1960, 1964 und 1968 war er Delegierter auf den Nominierungsparteitagen der Demokratischen Partei. Für den 5. Distrikt im Nassau County, New York, war Lowenstein von 1969 bis 1971 Abgeordneter der Demokratischen Partei im Repräsentantenhaus der Vereinigten Staaten. 1977 wurde er Leiter der US-Delegation bei der 33. jährlichen Sitzung der UN-Menschenrechtskommission in Genf und 1977/78 war er US-Vertreter für besondere politische Angelegenheiten bei der UN im Rang eines Botschafters.
Er war ein aktiver Gegner der Apartheid Politik in Südafrika, das er zuerst 1958 besuchte. Er schrieb darüber das Buch Brutal Mandate (1962) über eine Reise nach Namibia. Auch in seiner Rolle als US Vertreter bei der UN Ende der 1970er Jahre war er wieder gegen die Apartheid aktiv. In der Bürgerrechtsbewegung organisierte er 1963/64 in Yale die Beteiligung weißer Studenten in Yale und Stanford, um Afroamerikaner in den Südstaaten beim Kampf ums Wahlrecht zu unterstützen. Er war auch ein prominenter Vertreter der Anti-Vietnam Bewegung der 1960er Jahre und organisierte eine Kampagne, die den demokratischen Präsident Lyndon B. Johnson 1968 von der erneuten Kandidatur als Präsidentschaftskandidat der Demokraten abhielt.
1971 führte er Kampagnen gegen Richard Nixon (Dump Nixon) als Leiter der Americans for Democratic Action. 1975 war er entschiedener Befürworter einer erneuten Untersuchung der Ermordung von Robert F. Kennedy, da er an eine Verschwörung und nicht an die Einzeltäterschaft von Sirhan Sirhan glaubte, wie er in einem PBS Interview öffentlich darlegte.
1972 unterlag er bei dem Nominierungsparteitag der Demokraten für den Kongress in Brooklyn. 1974 und 1976 unterlag er in den Wahlen zum Repräsentantenhaus in einem traditionell republikanischen Bezirk (Nassau County) in Long Island (1974 unterlag er sehr knapp). In Long Island war er 1968 schon einmal in den Kongress gewählt worden, unterlag aber 1970 knapp in einer erneuten Wahl, nachdem die Republikaner die Wahlkreisgrenzen zu ihren Gunsten geändert hatten.
Am 14. März 1980 wurde er in New York von dem geistig verwirrten Dennis Sweeney in seinem Büro erschossen. Sweeney kannte Lowenstein flüchtig aus seiner Studentenzeit in den 1960er Jahren (der Autor David Harris, ein Kommilitone von Sweeney, schrieb über die Ereignisse ein Buch). Im Prozess wurde er wegen Schizophrenie als unzurechnungsfähig eingestuft und in eine psychiatrische Klinik eingewiesen. Die Grabreden für Lowenstein hielten der Schriftsteller und Journalist William F. Buckley, Jr. (der – obwohl konservativ – ihn früher in seinen Kampagnen in Long Island unterstützt hatte) und der Senator Edward Kennedy. Lowenstein liegt als ehemaliger US-Soldat auf dem Nationalfriedhof in Arlington begraben. Auf dem Grabstein steht ein Zitat, das ihm einst Robert Kennedy schickte: If a single man plants himself on his convictions and there abide, the huge world will come around to him (Wenn ein Einzelner zu seinen Überzeugungen steht, wird sich die ganze Welt um ihn sammeln).
Die Yale University gründete 1981 das Allard K. Lowenstein International Human Rights Project, woraus 1989 die Allard K. Lowenstein International Human Rights Clinic hervorging. Sein schriftlicher Nachlass ist in der Long Beach New York Public Library (die nach ihm benannt wurde). 1978 trat er von seinem Posten bei der UN zurück, um für die Demokraten in New York für den Kongress zu kandidieren, wobei er knapp bei der Nominierung unterlag.
Lowenstein war 1966 bis 1977 mit Jennifer Lyman verheiratet und hatte zwei Söhne und eine Tochter.